# Petro Hryhorenko
Petro Hryhorovič Hryhorenko, též Pjotr Grigorovič Grigorenko (* 16. října 1907, Borysivka, Tavrická gubernie, Záporožská oblast (později součást Ukrajinské SSR- 21. února 1987, New York, USA) byl sovětský generálmajor, ukrajinský lidskoprávní aktivista, disident. Zakládající člen Moskevské helsinské skupiny a Ukrajinské Helsinské skupiny. Zastával se krymských Tatarů a dalších deportovaných národů. V roce 1964 byl za své aktivity v oblasti lidských práv degradován na vojína a zbaven všech státních vyznamenání. Byl vězněn šest a půl roku v sovětských psychiatrických zařízeních a vězeních. Od roku 1977 žil v USA. Zemřel v New Yorku a byl pohřben na St. Andrew's Ukrainian Cemetery v New Jersey.

## Životopis

### Raná léta a vzdělávání
Petro Hryhorovič Hryhorenko se narodil 16. října 1907 ve vesnici Borisivka v rolnické rodině. Měl staršího bratra Ivana (* 1903). Po narození jeho mladšího bratra Maxima roku 1910 matka zemřela. Otec se znovu oženil roku 1913, byl povolán jako voják první světové války a roku 1918 se vrátil ze zajetí v Maďarsku. Petro roku 1918 absolvoval venkovskou základní školu a byl přijat na střední školu v Berďansku. Pracoval pak jako zámečník, topič, posunovač, pomocník strojvedoucího a strojvedoucí v železničním depu v Juzivce. Později jako politruk v pracovní škole a v dětském táboře pro mladistvé delikventy..
Jeho otec byl roku 1925 obviněn ze založení požáru ve vesnici, vypovězen a uvězněn, po propuštění roku 1931 obviněn ze sabotáže a uvězněn v Omsku, kde zemřel.
V roce 1922 byl Petro jedním z organizátorů komsomolské odbočky ve své vesnici a v letech 1929–1931 byl členem ústředního výboru Komsomolu. Od roku 1927 byl členem Komunistické strany Ukrajiny.. V té době se oženil a s Marií Hryhorenko měl roku 1929 syna Anatolije.
V roce 1929 absolvoval Fakultu práce. V letech 1929–1931 studoval na Stavební fakultě Národní technické univerzity v Charkově (Charkivský technologický institut), odkud byl přijat na Vojenskou technickou akademii v Leningradu. Roku 1931 se vrátil na Ukrajinu, aby zachránil rodinu před smrtí hladem.

### Vojenská kariéra
Vojenská Akademie byla v letech 1932–1934 reorganizována a přemístěna do Moskvy. Absolvoval s vyznamenáním V letech 1934–1937 sloužil v Běloruském vojenském okruhu, v letech 1936–1937 byl velitelem 52. samostatného ženijního praporu Minského pevnostního okruhu. a v letech 1936–1937 byl velitelem technického praporu v Minsku.. V letech 1937–1939 byl studentem Akademie generálního štábu SSSR a byl povýšen do hodnosti majora.
V roce 1938 si sjednal schůzku s generálním prokurátorem Andrijem Vyšynským, kde hovořil o zneužívání NKVD v Záporoží - informace mu poskytl jeho bratr Ivan, který byl zatčen na základě politického obvinění, ale později propuštěn. Po tomto rozhovoru byla řada organizátorů represí v Záporoží sama zatčena. Později Hryhorenko napsal: Teprve po mnoha letech jsem si uvědomil, že případ skončil k mé plné spokojenosti jen proto, že se moje výpověď časově shodovala se změnou nejvyšší moci v NKVD. To už bylo Beriajevovo koště v akci. A zametalo se především s těmi, kdo pracovali "nečistě", kdo umožnili prozrazení vnitřních tajemství NKVD. Také jsem si neuvědomil, že jsem se v té době pohyboval na ostří nože.
Sloužil v Rudé armádě na Dálném východě a zúčastnil se bitvy u Chalchyn golu (1939), kde byl zraněn při minometném útoku. V předvečer otevření Východní fronty obhájil diplomovou práci a byl odvelen na velitelství 1. samostatné Dálněvýchodní armády Rudého praporu (od roku 1940 Dálněvýchodní fronta).
Bojoval ve Druhé světové válce na Dálném východě, kde velel 18. samostatné střelecké brigádě. Roku 1942 byl převelen na frontu u Moskvy a byl zde dvakrát raněn. Od prosince 1943 byl zástupcem náčelníka štábu 10. gardové armády (2. pobaltský front). V únoru 1944 byl vážně zraněn a odjel na léčení. Od srpna 1944 byl náčelníkem štábu 8. pěší divize 4. ukrajinského frontu. Zúčastnil se bojů v Karpatech. V únoru 1945 byl povýšen do hodnosti plukovníka.
Byl vyznamenán Leninovým řádem, dvěma Řády rudého praporu, Řádem rudé hvězdy, Řádem vlastenecké války a šesti medailemi..
V letech 1945–1961 přednášel na Vojenské akademii v Moskvě. Roku 1949 obhájil disertaci PhD a byl jmenován zástupcem vedoucího Výzkumného oddělení. Od roku 1959 byl vedoucím oddělení operačně-taktické přípravy, získal hodnost generálmajora. Byl autorem 83 prací o vojenské historii, teorii a kybernetice. V srpnu 1961 předložil doktorskou práci (Ph.Dr.)..

### Začátek disidentské činnosti
Po XX. sjezdu KSSS kritizoval Chruščovův režim a dospěl k závěru, že zavedený systém privilegií pro politickou elitu neodpovídá ideálům leninismu. Dne 7. září 1961 vystoupil na stranické konferenci Leninského obvodu v Moskvě. Ve svém projevu vyzval k větší demokratizaci voleb a všeobecné volební odpovědnosti; k odstranění všech podmínek, které vedou k porušování leninských zásad a norem, včetně vysokých platů a nesesaditelnosti. Na žádost zástupců Ústředního výboru KSSS přítomných na konferenci byl zbaven poslaneckého mandátu "pro politickou nezralost". Byl vyloučen z výuky na Akademii, dostal přísnou důtku po stranické linii a v lednu 1962 byl převelen do Dálněvýchodního vojenského okruhu.. Zastával pak funkci náčelníka operačního oddělení velitelství armády umístěného v Ussurijsku.
Na podzim 1963 na dovolené v Moskvě zorganizoval podzemní Svaz za obrodu leninismu. Tvořili ji Hryhorenkovi synové a několik jejich přátel, studentů a důstojníků. Sestavil sedm letáků, v nichž se zabýval byrokratickou degenerací státu, trestní politikou vůči účastníkům nepokojů v Novočerkassku, Temirtau a Tbilisi a příčinami potravinové krize v SSSR. Letáky byly vytištěny až ve 100 exemplářích a distribuovány v Moskvě, Vladimiru, Kaluze a ve vojenských jednotkách Leningradského a Středoasijského vojenského okruhu..

### První zatčení
KGB Grigorenka zadržela 1. února 1964 na letišti v Chabarovsku a odvezla ho do Moskvy, kde byl umístěn do interního vězení KGB Lubjanka. Při prvním výslechu odmítl nabídku předsedy KGB Vladimíra Semičastného, aby se "kál" a vyhnul se zatčení a soudu. Byl obviněn z "ručně psaného textu protisovětského letáku". Při výslechu uvedl, že letáky považoval spíše za protivládní než protisovětské. Byl obviněn podle článku 70 trestního zákoníku RSFSR a poslán na soudně-psychiatrické vyšetření do Federálního psychiatrického institutu V. P. Serbského. Dne 19. dubna 1964 ho soudní psychiatrické vyšetření prohlásilo za nepříčetného s diagnózou: "Paranoidní vývoj osobnosti, který vznikl u osoby s psychopatickými rysy". Ostatní členové "Svazu boje za obrodu leninismu" byli uznáni za osoby, které "upadly pod vliv duševně chorého", a byli vystaveni mimosoudnímu pronásledování.
Rozhodnutím vojenského kolegia Nejvyššího soudu SSSR ze 17. července 1964 byl poslán na nucené léčení do Leningradské speciální psychiatrické nemocnice. Usnesením Rady ministrů SSSR z 29. srpna 1964 byl degradován na vojína, zbaven vyznamenání a penze. Po odvolání N. S. Chruščova z funkce byl 22. dubna 1965 propuštěn z nemocnice jako uzdravený pacient. Dostal zpět penzi a poté pracoval jako strážný, průvodce, vykladač zboží v obchodech a stavební mistr..

### Počátek činnosti v oblasti lidských práv
Na jaře 1966 ho A. Dobrovolskij, s nímž se Hryhorenko seznámil během svého věznění v psychiatrické léčebně, představil Vladimiru Bukovskému, který ho uvedl do kruhu moskevských disidentů. Hryhorenko začal číst samizdat. Poté, co se dozvěděl o represích proti národům SSSR za Stalina, se aktivně zapojil do boje krymských Tatarů za návrat do jejich historické vlasti.
Na podzim 1967 napsal brožuru "Zatajování historické pravdy je zločin proti lidu!", v níž podrobně rozebral příčiny porážek Rudé armády na počátku války a ukázal na přímé viníky - Stalina a jeho vojenské velitele. Brožura byla distribuována v samizdatu.
V letech 1967–1968 byl jedním z organizátorů a aktivním účastníkem petiční akce na obranu obžalovaných v procesu Ginzburg-Galanskov. Obhajoval také Anatolije Marčenka, Irinu Bělogrodskou a další disidenty.
Spolu se spisovatelem Oleksiem Kosterinem vystoupil na poradním sjezdu komunistických a dělnických stran v Budapešti v únoru 1968 a oba žádali o udělení slova. Když nedostali žádnou odpověď, napsali výzvu komunistům v SSSR a dalších zemích, v níž označili stalinismus za "nemoc smrtelnou pro komunismus"..
Podporoval Pražské jaro. Byl jedním z autorů otevřeného dopisu "Členům Komunistické strany Československa, celému československému lidu", který vítal změny v této zemi. Napsal dopis Alexandru Dubčekovi s radami ohledně obrany země v případě sovětské intervence a předal jej československému velvyslanectví v Moskvě. Obhajoval účastníky "demonstrace osmi statečných" a vyzýval ke stažení sovětských vojsk z Československa.
Aktivně se účastnil Krymsko-tatarského národního hnutí za návrat na Krym (krymští Tataři sice podle dekretu Nejvyššího sovětu SSSR z roku 1967 získali právo návratu na Krym, ale místní úřady jim nedovolily přihlásit se k pobytu a nakonec se usadili na ukrajinském území v sousedství Krymu). Dne 17. května 1968 se zúčastnil demonstrace krymských Tatarů před Ústředním výborem Komunistické strany Sovětského svazu v Moskvě a požadoval, aby byl zadržen spolu s účastníky akce. V létě 1968 shromažďoval údaje o porušování práv krymských Tatarů, kteří se snažili vrátit na Krym z míst vyhnanství. Připravil o tom informace pro západní média.
Byl organizátorem smutečního shromáždění na Kosterinově pohřbu, které se stalo jednou z prvních opozičních demonstrací v Moskvě, a pronesl na něm projev. Seznámil se s Alexandrem Solženicynem. Sestavil sborník Vzpomínka na A. E. Kosterina, který vyšel v samizdatu v listopadu 1968. Napsal komentář proti falšování údajů o ztrátách krymských Tatarů po deportaci sovětskými vyšetřovacími orgány. Na konci roku 1968 napsal článek "O speciálních psychiatrických léčebnách (psychuškách)". Byl zařazen do knihy N. E. Gorbaněvské "Poledne".
19. listopadu 1968 byl Grigorenkův moskevský byt prohledán a byl zabaven celý jeho archiv.
Na shromáždění v Simferopolu u příležitosti 100. výročí Hryhorenkova narození Mustafa Džemilev řekl: "Díky Petru Hryhorenkovi se sovětským úřadům nepodařilo vytvořit mezietnické napětí mezi krymskými Tatary a Ukrajinci. Přestože to byly ukrajinské úřady, kdo vyhnal navrátivší se krymské Tatary z Krymu a srovnal jejich domy se zemí, krymští Tataři jasně viděli hranici mezi úředníky, kteří sloužili Kremlu, a skutečnými představiteli tohoto národa." .

### Druhé zatčení
Na jaře 1969 odletěl na žádost krymských Tatarů a navzdory výhrůžkám KGB do Taškentu, aby se jako veřejný obhájce zúčastnil procesu s účastníky čirčických událostí. Dne 7. května 1969 byl v Taškentu zatčen a umístěn do vazební věznice KGB v Uzbekistánu. Byl obviněn podle článku 70 části 1 trestního zákoníku RSFSR. Od 13. do 28. června držel hladovku na protest proti svému nezákonnému zatčení. Hryhorenko byl vystaven násilnému krmení, bití a týrání. Podařilo se mu předat svůj vězeňský deník, který byl později zveřejněn v samizdatové Kronice současných událostí.
Soudní psychiatrické vyšetření provedené v Taškentu ho prohlásilo za příčetného. Protože to úřadům nevyhovovalo, byl v říjnu 1969 převezen do Moskvy. Vyšetření provedené v Institutu V. P. Serbského uznalo výsledky předchozího vyšetření za chybné. Dne 4. prosince 1969 byl opět převezen do Taškentu a 27. února 1970 byl rozhodnutím Taškentského městského soudu poslán na nucené léčení do Čerňachovské specializované psychiatrické léčebny (Kaliningradská oblast Rusko).
Po Hryhorenkově zatčení začala v SSSR i v zahraničí kampaň za jeho propuštění. Během demonstrace 6. června 1969 na Majakovského náměstí krymští Tataři piknikovali před taškentskou věznicí a požadovali jeho propuštění. Pod výzvy na obranu Hryhorenka byly shromážděny stovky podpisů. V samizdatu se šířila dvě díla věnovaná Hryhorenkovi - "Světlo v okně" od Anatolije Levitina (Krasnova) a "Před zatčením generála Hryhorenka" od Borise Zukermana.
6. října 1969 se dva skandinávští studenti připoutali k plotu moskevského obchodu GUM a předávali letáky na Hryhorenkovu obranu. V lednu 1970 proběhly podobné akce italských, norských a belgických aktivistů za lidská práva v Moskvě a Leningradě. Na obranu Hryhorenka vystoupil akademik Andrej Sacharov a tento projev znamenal začátek jeho lidskoprávní činnosti.
Anonymní "Psychiatrické vyšetření v nepřítomnosti v případu Hryhorenko" byl distribuován v samizdatu. Později za něj převzal odpovědnost Semjon Gluzman. V roce 1971 Vladimir Bukovskij předal Západu lékařské záznamy několika disidentů, kteří byli prohlášeni za nepříčetné, včetně Hryhorenka. V roce 1973 vyšla na Západě sbírka Hryhorenkových publicistických prací Myšlenky duševně nemocného člověka, včetně jeho vězeňských deníků. V témže roce byl v Anglii podle této knihy natočen film .
Na nátlak mezinárodní lékařské komunity byl Hryhorenko 19. září 1973 převezen do všeobecné psychiatrické léčebny v Moskevské oblasti. V předvečer návštěvy amerického prezidenta Richarda Nixona v SSSR, 24. června 1974 Moskevský městský soud rozhodl, že Hryhorenkovo nucené léčení má být ukončeno a o několik dní později byl propuštěn. Hryhorenko poděkoval všem, kdo se zasloužili o jeho propuštění.

### Aktivity v oblasti lidských práv po druhém uvěznění
Po propuštění z vězení pokračoval ve své činnosti v oblasti lidských práv a obhajoval Mustafu Džemileva. Podepsal kolektivní prohlášení proti pronásledování Sacharova v sovětském tisku poté, co mu byla udělena Nobelova cena za mír. Podepsal otevřený dopis XXV. sjezdu KSSS, v němž vyzval k všeobecné politické amnestii v SSSR a východní Evropě. V létě 1977 podepsal dopis politbyru ÚV KSSS, v němž kritizoval návrh Ústavy SSSR z roku 1977.
V květnu 1976 se stal zakládajícím členem Moskevské helsinské skupiny a od února do listopadu 1977 byl jejím neformálním předsedou. Byl jedním z iniciátorů vzniku Pracovní komise pro vyšetřování využívání psychiatrie k politickým účelům při Moskevské Helsinské skupině. Skupina se scházela v jeho bytě a přicházeli za ním občané se svědectvími o porušování lidských práv.
V srpnu 1976 navštívil v Kyjevě Mykolu Rudenka. Inicioval a podílel se na vzniku Ukrajinské helsinské skupiny 9. listopadu 1976 v Kyjevě.
Vystoupil na obranu zatčených členů helsinského hnutí Alexandra Ginzburga, Jurije Orlova, Anatolije Ščaranského, Volodymyra Slipaka, Mykolu Rudenka, Olexu Tychyie, Zviada Gamsachurdiu. Nadále bojoval za obnovení práv krymských Tatarů.
Dne 5. prosince 1976 se zúčastnil demonstrace za lidská práva na Puškinově náměstí v Moskvě, kde pronesl projev.
V listopadu 1977 dostal povolení odcestovat do Spojených států za svým synem a na léčení a 30. listopadu opustil SSSR. Prezidium Nejvyššího sovětu SSSR ho 13. února 1978 zbavilo sovětského občanství "za činy, které diskreditují titul občana SSSR". Když se to Hryhorenko dozvěděl, uspořádal v New Yorku tiskovou konferenci, kde prohlásil, že to byl nejsmutnější den jeho života.
V roce 1978 se na vlastní žádost podrobil ve Spojených státech psychiatrickému vyšetření. Podle závěrů vyšetření Hryhorenko nevykazoval žádné známky duševní choroby: "Všechny jeho osobnostní rysy byly sovětskými diagnostiky deformovány. Tam, kde oni našli posedlost, my jsme viděli odolnost. Tam, kde oni viděli bludy, my jsme našli zdravý rozum. Tam, kde oni viděli bezohlednost, my jsme našli jasnou posloupnost. A tam, kde oni diagnostikovali patologii, my jsme našli upřímné zdraví."."' Pokračoval v účasti na lidskoprávních aktivitách. Byl zahraničním představitelem Ukrajinské helsinské skupiny, vystoupil na Sacharovově slyšení v roce 1979 ve Washingtonu.
Stal se členem ukrajinské komunity ve Spojených státech, pravoslavným věřícím. Vystupoval v různých evropských zemích a vyzýval k podpoře sovětských disidentů. Spolu s Nadijou Svytlyčnou vydával ukrajinskou a anglickou verzi Bulletinu represí na Ukrajině, který šířilo také Rádio Svoboda. Během setkání s americkým prezidentem Ronaldem Reaganem. mu Hryhorenko osobně vyprávěl o represích a pronásledování disidentů v SSSR.
Zemřel v New Yorku, pohřben je na ukrajinském hřbitově sv. Ondřeje u New Yorku.
Petro Hryhorenko byl dvakrát ženatý. V prvním manželství měl několik synů, ve druhém se mu narodil syn Andrij, který se rovněž stal aktivistou za lidská práva.

### Texty
- Je autorem vzpomínek "V podzemí můžete potkat jen krysy", které vyšly ve francouzštině, angličtině, ruštině a ukrajinštině (Петр Григорьевич Григоренко. В подполье можно встретить только крыс..., New York 1981).
- Myšlenky šílence (Thoughts of a Madman: Fav. letters and speeches) Vybrané dopisy a projevy Petro Hryhorenka: Herzenova nadace, Amsterdam 1973, 333 s.
- Our everyday life, or a story about how criminal cases are fabricated against Soviet citizens who defend human rights. B. m., 1978
- Петро Григоренко, Сборник статей, 121 s., New York 1977
- Generál Petro Hryhorenko: Vzpomínky, články, materiály / Redigoval a předmluvu napsal O. Obertas, nakladatelství Smoloskyp, 2008, 832 s.
- Grigorenko P. Memoáry, časopis Ukrajina, 2007, 664 s., Memoirs, London, 1983, Memoirs (translated by Thomas P. Whitney), New York: Norton 1982 ISBN 978-0-393-01570-6

Ve svých pamětech o sobě napsal:
 "Prožil jsem dlouhý a těžký život, zažil jsem těžké časy, bouřlivé a děsivé, podíval jsem se smrti do očí. Byl jsem svědkem zkázy i probuzení, potkal jsem mnoho lidí, hledal jsem je, obdivoval, dělal chyby a získával vhled, žil mezi lidmi a pro lidi, spoléhal na jejich pomoc, využíval jejich dobrých rad a učení, mnozí z nich měli velký vliv na můj život, ovlivnili jeho utváření. A tato kniha je hlavně o nich, o těchto lidech."

## Ocenění
Sovětský svaz
|  | Leninův řád                                                                 |
|  | Řád rudého praporu, dvakrát                                                 |
|  | Řád rudé hvězdy                                                             |
|  | Řád vlastenecké války 1. třídy                                              |
|  | Medaile Za bojové zásluhy                                                   |
|  | Medaile za vítězství nad Německem ve Velké vlastenecké válce 1941–1945      |
|  | Jubilejní medaile 20. výročí vítězství ve Velké vlastenecké válce 1941–1945 |
|  | Jubilejní medaile 30. výročí vítězství ve Velké vlastenecké válce 1941–1945 |
|  | Medaile 30. výročí sovětské armády a námořnictva                            |
|  | Medaile 40. výročí Ozbrojených sil SSSR                                     |
|  | Medaile 50. výročí Ozbrojených sil SSSR                                     |

Ukrajina
|  | Řád za odvahu 1. třídy |

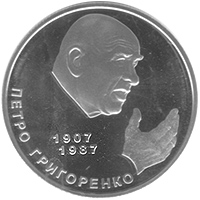
Pamětní mince vydaná Národní bankou Ukrajiny na Grigorenkovu počest

V listopadu 1991 provedla lékařská komise zřízená z iniciativy Hlavní vojenské prokuratury SSSR posmrtné psychiatrické vyšetření Hryhorenka a prohlásila ho za zdravého.
Roku 1997 Prezident Ruské federace Boris Jelcin podepsal dekret "O uctění památky Petra Hryhorenka", kterým mu mimo jiné posmrtně vrací hodnost generálmajora.
V roce 1997 vydal ukrajinský prezident Leonid Kučma dekret o posmrtném vyznamenání generála Petra Hryhorenka Řád "Za odvahu" I. stupně. Tímto dekretem byl také uznán za politického vězně, byla zrušena falešná diagnóza psychopatie, kterou mu stanovila sovětská trestní psychiatrie, a byla mu vrácena generálská hodnost, všechny řády a vyznamenání.
Ve Lvově bylo po Petru Hryhorenkovi pojmenováno Náměstí generála Hryhorenka a v Kyjevě a Charkově třída Petra Hryhorenka. Ulice Petra Hryhorenka se nachází také v Kodymě a v Simferopolu.
Syn generála Petra Hryhorenka Andrew založil v New Yorku nadaci General Petro Grigorenko Foundation, Inc, jejímž cílem je studium totalitarismu a zachování historické paměti.